# Mylabris sennae
Mylabris sennae là một loài bọ cánh cứng trong họ Meloidae. Loài này được Gestro miêu tả khoa học năm 1895.